# Bathyra chavannesi
Bathyra chavannesi är en fjärilsart som beskrevs av Felder 1874. Bathyra chavannesi ingår i släktet Bathyra och familjen Pantheidae. Inga underarter finns listade i Catalogue of Life.